# Острова Бегичева
Острова́ Бе́гичева — два острова в юго-западной части моря Лаптевых, у выхода из Хатангского залива. Административно принадлежат Якутии.
Острова были открыты в 1908 году русским моряком и путешественником Никифором Бегичевым и названы в его честь.

## Большой Бегичев
Длина острова составляет 61 км, ширина — 57 км. Максимальная высота — 201 м. Поверхность представляет собой полого-увалистую равнину, покрытую тундровой растительностью. Ведётся промысел песцов и оленей.

## Малый Бегичев
В 7 км к западу от Большого Бегичева, через пролив Пионера расположен Малый Бегичев. Длина острова — 5,2 км, ширина — 4 км. Поверхность покрыта множеством мелких озёр.